# 1676 en science
| Années de la science : 1673 - 1674 - 1675 - 1676 - 1677 - 1678 - 1679    |
| Décennies de la science : 1640 - 1650 - 1660 - 1670 - 1680 - 1690 - 1700 |

Cet article présente les faits marquants de l'année 1676 en science.

## Événements
- 10 juillet :
  - le biologiste hollandais Antoni van Leeuwenhoek observe pour la première fois des bactéries dans une infusion de poivre[1]  ;
  - John Flamsteed commence ses observations à l'observatoire royal de Greenwich[2].
- 9 octobre : dans une lettre à la Royal Society, Antoni van Leeuwenhoek décrit des protozoaires observés au microscope et les nomme « animalcules »[1].
- 9 novembre : l'astronome danois Ole Rømer (1644-1710) mesure pour la première fois la vitesse de la lumière en observant les éclipses du satellite Io de Jupiter (Journal des savants du 7 décembre). Il affirme que le temps que met la lumière du Soleil pour atteindre la terre est de 22 minutes, ce qui correspond à une vitesse de 209 000 km/s, trop lente d'environ 29 %[3].
- Novembre : Edmond Halley quitte l'université d'Oxford et s'embarque pour l'île de Sainte-Hélène, pour mettre en place un observatoire astronomique et répertorier les étoiles de l'hémisphère sud[4].

- Le savant anglais Robert Hooke formule la loi sur l'élasticité des corps solides[5].
- Découverte d'un os fossile de très grande taille dans une carrière de calcaire à Cornwell, près de Chipping Norton (Oxfordshire, Angleterre) ; le naturaliste Robert Plot l’interprète comme étant l'os d'un géant. Le fossile est identifié à la fin du XIXe siècle d'après le dessin le représentant comme celui d'un os de dinosaure, probablement le fémur d'un Megalosaurus[6].

## Publications

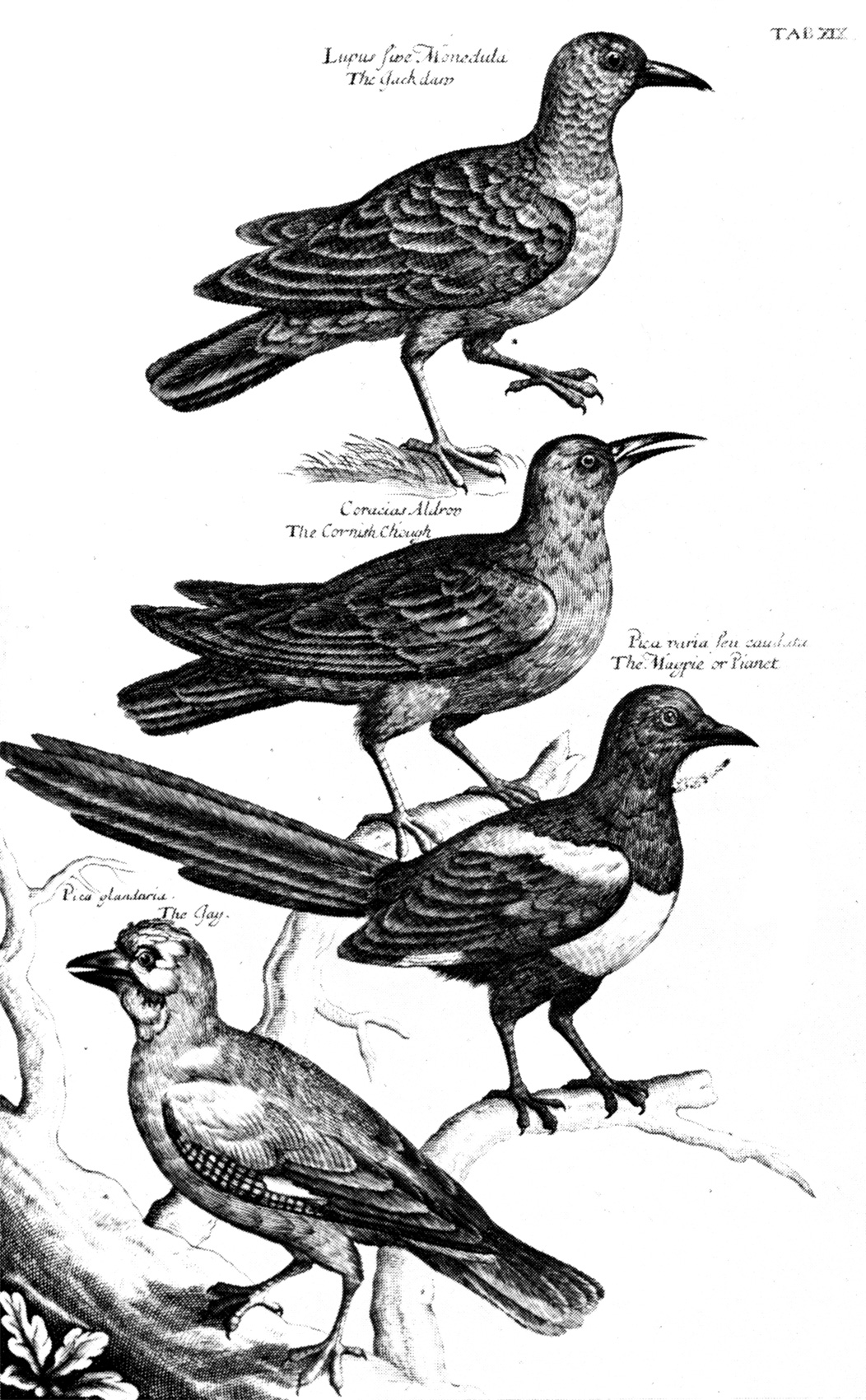
Ornithologia libri tres

- William Briggs,  Ophthalmographia, Cambridge, une description anatomique de l’œil
- Robert Hooke : A Description of Helioscopes, and Some Other Instruments (Une description des hélioscopes, et divers autres instruments).
- Edme Mariotte : Essais de physique.
- Nicolaus Mercator : Institutiones astronomicæ.
- Thomas Sydenham : Observationes mediciae, 3e édition élargie de ses Methodus Curandi Febres (Méthodes de traitement des fièvres).
- Francis Willughby : Ornithologia libri tres. Publication posthume par son ami John Ray.

## Naissances
- 16 avril : Conrad Quensel (de) (mort en 1732), astronome et  mathématicien suédois.
- 26 mai : Joseph Privat de Molières (mort en 1742), physicien et mathématicien français.
- 28 mai : Jacopo Riccati (mort en 1754), physicien et mathématicien italien.

- Antoine Magnol (mort en 1759), médecin et botaniste français.

## Décès

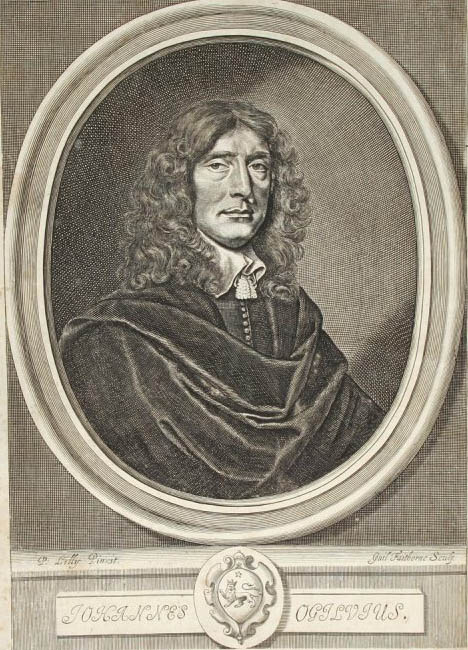
Portrait de John Ogilby dans une édition de 1660 de l’Illiade d’Homère

- 27 mai : Johann Heinrich Rahn (né en 1622), mathématicien suisse.
- 4 septembre : John Ogilby (né en 1600), cartographe écossais.